# Saito Koki
Koki Saito (sinh ngày 10 tháng 8 năm 2001) là một cầu thủ bóng đá người Nhật Bản. Anh hiện đang thi đấu cho Sparta Rotterdam ở giải VĐQG Hà Lan theo dạng cho mượn từ Lommel SK.

## Sự nghiệp câu lạc bộ
Koki Saito đã từng chơi cho Yokohama FC.